# St-Pierre-Jolys
St-Pierre-Jolys es un pueblo canadiense situado en la provincia de Manitoba.

## Superficie
St-Pierre-Jolys tiene una superficie de 2,61 km².

## Demografía
En 2021, tenía 1305 habitantes, una densidad poblacional de 500,5 hab./km², y 518 viviendas.